# Osphranter
Osphranter – rodzaj ssaka z podrodziny kangurów (Macropodinae) w obrębie rodziny kangurowatych (Macropodidae).

## Zasięg występowania
Rodzaj obejmuje gatunki występujące w Australii.

## Morfologia
Długość ciała samic 57,3–110 cm, długość ogona samic 53,4–90 cm, długość ciała samców 58,7–140 cm, długość ogona samców 54,5–100 cm; masa ciała samic 8,6–39 kg, samców 18,1–92 kg.

## Systematyka
Rodzaj zdefiniował w 1842 roku angielski przyrodnik John Gould w artykule poświęconym opisowi czterech nowych gatunków kangurów opublikowanym w czasopiśmie Proceedings of the Zoological Society of London. Jako gatunek typowy Gould wyznaczył (oznaczenie monotypowe) kangura antylopiego (O. antilopinus). 

### Etymologia
- Osphranter: gr. οσφραντηριος osphrantērios ‘wietrzący, węszący’[11].
- Megaleia:  gr. μεγαλειος megaleios ‘dostojny, wspaniały’[12]. Gatunek typowy (oznaczenie monotypowe): Kangurus laniger Gaimard, 1823 (= Kangurus rufus Desmarest, 1822).
- Gerboides: rodzaj Gerbua F. Cuvier, 1825; -οιδης -oidēs ‘przypominający’[13]. Gatunek typowy (oznaczenie monotypowe): Kangurus rufus Desmarest, 1822.
- Boriogale: gr. βορειος boreios ‘z północy’ (tj. z Australii Południowej!); γαλεή galeē lub γαλή galē ‘łasica’[14]. Gatunek typowy (oznaczenie monotypowe): Macropus (Boriogale) magnas Owen, 1874 (= Kangurus rufus Desmarest, 1822).
- Phascolagus: gr. φασκωλος phaskōlos ‘skórzana torba’; λαγως lagōs ‘zając’[15]. Gatunek typowy (oznaczenie monotypowe): Macropus erubescens[a] P.L. Sclater, 1870.
- Dendrodorcopsis: zbitka wyrazowa nazw rodzajów: Dendrolagus S. Müller, 1840 (drzewiak) i Dorcopsis Schlegel & S. Müller 1845 (kangurowiec)[6]. Gatunek typowy (oznaczenie monotypowe): Dendrodorcopsis woodwardi W. Rothschild, 1903 (= Macropus bernardus W. Rothschild, 1904).

### Podział systematyczny
Takson wyodrębniony na podstawie danych genetycznych z Macropus. Do rodzaju należą następujące występujące współcześnie gatunki:
| Grafika | Gatunek                | Autor i rok opisu     | Nazwa zwyczajowa | Podgatunki         | Rozmieszczenie geograficzne | Podstawowe wymiary                       | Status IUCN |
| ------- | ---------------------- | --------------------- | ---------------- | ------------------ | --- | ---------------------------------------- | ----------- |
|         | Osphranter rufus       | (Desmarest, 1822)     | kangur rudy      | gatunek monotypowy | śródlądowa i zachodnia część kontynentalnej Australii | DC: 74–140 cm DO: 64–100 cm MC: 17–92 kg | LC          |
|         | Osphranter bernardus   | (W. Rothschild, 1904) | kangur czarny    | gatunek monotypowy | Terytorium Północne (zachodnia Ziemia Arnhema na wschód od rzeki South Alligator)                                                                             | DC: 59–72 cm DO: 54–64 cm MC: 13–22 kg   | NT          |
|         | Osphranter antilopinus | Gould, 1842           | kangur antylopi  | gatunek monotypowy | Australia Zachodnia (południowo-wschodnie Kimberley) do wschodniego Terytorium Północnego (Pungalina); rozłączona populacja na półwyspie Jork w Queenslandzie | DC: 73–120 cm DO: 66–96 cm MC: 14–51 kg  | LC          |
|         | Osphranter robustus    | (Gould, 1841)         | kangur górski    | 4 podgatunki       | zachodnia, środkowa i wschodnia część kontynentalnej Australii, z wyłączeniem większości Wiktorii; także Wyspa Barrowa w Australii Zachodniej                 | DC: 57–108 cm DO: 53–90 cm MC: 8,6–60 kg | LC          |

Kategorie IUCN:  LC  – gatunek najmniejszej troski,  NT  – gatunek bliski zagrożenia.
Opisano również gatunki wymarłe z pliocenu Australii:
- Osphranter pan (De Vis, 1895)[20]
- Osphranter pavana (Bertholomai, 1978)[21]
- Osphranter woodsi (Bartholomai, 1975)[22].